# Réserve écologique de la Rivière-Rouge
Die Réserve écologique de la Rivière-Rouge ist ein im Jahr 1997 eingerichtetes, 319,83 ha großes Schutzgebiet im Südwesten der kanadischen Provinz Québec. 
Das Gebiet liegt 4 km nordwestlich von Calumet unweit des Rivière Rouge, der in den Ottawa mündet. Die nächste Stadt ist Lachute, eine Stadt, die 75 km nordwestlich von Montreal liegt. Sie gehört zur Regionalen Grafschaftsgemeinde Argenteuil (Verwaltungsregion Laurentides) in den Laurentinischen Bergen. 

## Gliederung, Geologie
Das Schutzgebiet gliedert sich in drei Einheiten, nämlich das im Schnitt 200 m über dem Meeresspiegel liegende Plateau, den welligen Abhang und die bis an den Fluss reichende Terrasse. Bis in 180 m Höhe – so hoch stiegen die Wassermassen nach Abschmelzen der Gletscher – finden sich Tonschichten, die über dem eiszeitlichen Geschiebemergel liegen. An der Grenze des Schutzgebiets findet sich Braunerde, an einigen Stellen auch Gley. 

## Flora
Die besser entwässernden Gebiete werden von Zucker-Ahorn (Acer saccharum) beherrscht, die je nach Bodenzusammensetzung in Begleitung von Amerikanischer Linde (Tilia americana), Amerikanischer Buche (Fagus grandifolia) und Gelb-Birke (Betula alleghaniensis) auftritt. Hinzu kommen die Amerikanische Roteiche (Quercus rubra), die Weiß-Esche (Fraxinus americana), Hopfenbuchen der Art Ostrya virginiana und die Kanadische Hemlocktanne (Tsuga canadensis), die man auf weniger guten Böden antrifft. Dort ist Rot-Ahorn (Acer rubrum) häufig.
In den feuchteren Gebieten finden sich vor allem Schwarz-Esche (Fraxinus nigra), Amerikanische Ulme (Ulmus americana), dann die Gemeine Fichte (Picea abies), die allerdings von Menschen angepflanzt wurde.